# Typographia Chalcographica, Typoplastica, e Litteraria do Arco do Cego
A Typographia Chalcographica, Typoplastica, e Litteraria do Arco do Cego, foi criada em 1799 por D. Rodrigo de Sousa Coutinho (1755-1812), que desempenhou diversas funções políticas no reinado de D. Maria I. A criação desta oficina do Arco do Cego inseria-se numa política colonial que privilegiava o Brasil, fonte primordial da prosperidade comercial da metrópole.
José Marianno da Conceição Velloso esteve em Portugal em 1790 para se tornar o primeiro diretor.